# 伊豆の国市立長岡中学校
伊豆の国市立長岡中学校（いずのくにしりつ ながおかちゅうがっこう）は、静岡県伊豆の国市長岡にある公立中学校。

## 沿革
- 1947年（昭和22年）4月1日 - 「伊豆長岡町立伊豆長岡中学校」及び「江間村立江間中学校」を設立[1]。
- 1954年（昭和29年）4月1日 - 町村合併に伴い「伊豆長岡町立伊豆長岡中学校」に統合[1]。
- 1959年（昭和34年）4月1日 - 「伊豆長岡町立長岡中学校」と改称[1]。
- 2005年（平成17年）4月1日 - 韮山町・大仁町・伊豆長岡町の合併により、「伊豆の国市立長岡中学校」と改称[1]。